# Vincenzo Tommasini
Vincenzo Tommasini (ur. 17 września 1878 w Rzymie, zm. 23 grudnia 1950 tamże) – włoski kompozytor.

## Życiorys
Uczył się w Liceo Musicale przy Akademii Muzycznej św. Cecylii w Rzymie u Ettore Pinellego (skrzypce) i Stanislao Falchiego (teoria). Ukończył też studia w zakresie filologii klasycznej. Uzupełniające studia muzyczne odbył w Berlinie u Maxa Brucha.
Był autorem prac La luce invisible (1929) i Saggio d’estetica sperimentale (1942).

## Twórczość
Twórczość muzyczna Tommasiniego reprezentuje włoski impresjonizm, w zakresie stosowanych środków nawiązywał do dorobku Claude’a Debussy’ego. Interesował się muzyką dawnych epok. Dużą popularnością wśród publiczności cieszyła się zamówiona przez Siergieja Diagilewa dla zespołu Ballets Russes muzyka do baletu Le donne di buon umore, będąca orkiestracją sonat Domenico Scarlattiego.

## Wybrane kompozycje
(na podstawie materiałów źródłowych)

### Utwory orkiestrowe
- La vita e un sogno (1901)
- Poema erotica (1908–1909)
- Inno alla belta (1911)
- Ciari di luna (1914–1915)
- Il beato regno (1919–1920)
- Paesaggi toscani (1922)
- Il carnevale di Venezia (1928)
- Napule (1929–1930)
- Koncert na skrzypce i małą orkiestrę (1932)
- 4 pezzi (1931–1934)
- Koncert na kwartet smyczkowy i orkiestrę (1939)
- La tempesta (1941)
- Koncert na orkiestrę i wiolonczelę obbligato (1943)
- Duo concertante na fortepian i orkiestrę (1948)

### Utwory kameralne
- 4 kwartety smyczkowe (I 1898, II 1908–1909, III 1926, IV 1943)
- Sonata na skrzypce (1916–1917)
- 2 tria fortepianowe (I 1929, II 1946)
- Sonata na harfę (1938)

### Utwory wokalno-instrumentalne
- Messa da requiem na chór i organy (1944)

### Opery
- Medea (1902–1904, wyst. Triest 1906)
- Amore di terra lontana (1907–1908)
- Uguale fortuna (1911, wyst. Rzym 1913)
- Dielja (ok. 1935)
- Il tenore sconfitto, ovvero La presunzione punita (wyst. Rzym 1950)

### Balety
- Le donne di buon umore (1916, wyst. Rzym 1917)
- Le diable s’amuse (1936, wyst. Nowy Jork 1937)
- Tiepolesco (wyst. Neapol 1945)